# IV. Szergiusz pápa
IV. Szergiusz (Luni, ? – Róma, 1012. május 12.) lépett a pápai trónra a történelem folyamán 144.-ként. Ő is akkor került a legmagasabb egyházi hivatalba, amikor Rómát az elnyomó Crescenti család tartotta a markában. Pontifikátusára ez rá is nyomta bélyegét. A nemesi família befolyása miatt nem igazán uralkodhatott.
Pietro da Albano néven született a Rómához közel fekvő Luni városában. Más források szerint eredeti neve Pietro (Martino) Boccapecora volt. Emiatt a köznép gyakran nevezte őt disznószájú Péternek, mivel neve hasonlított a latin bucca porci kifejezésre, amely disznószájat jelent. Mindenesetre szegény családban nőtt fel. Apját szintén Péternek nevezték, és Rómában dolgozott cipészként. A szegény sorból való felemelkedést a család egyedül a papi pályában látta. Ezért Péter az Úr szolgálatába állt. Értelmével és szorgalmával hamarosan magasabb rangokat is betöltött, míg 1004-ben Albano püspökének szentelték fel. Ekkor már a Crescenti család uralkodott Rómában. Amikor XVIII. János pápa meghalt, a hatalmas família fejének, János Pétert jelölte a pápai trónra.
1009. július 31-én a zsinat megválasztotta a püspököt az egyház legfőbb tisztségére. Péter ekkor vette fel a Szergiusz nevet. Pontifikátusát a történelemtudósok kettősséggel jellemzik, ugyanis a korabeli források egy részéből úgy tűnik, hogy Szergiusz a nemesi család bábjaként uralkodott az egyházon, de másfelől olyan dokumentumok is fennmaradtak, amelyek azt igazolják, hogy az egyházfő támogatta a Crescenti-ellenes pártot. Ez azért is alátámasztható, mert uralkodása alatt több nemes is Szergiusz védelme alá helyezte birtokát.
Pápaságának azonban kétséget kizáróan fontos tényezője volt a nemesi család befolyása. Csak ritkán hagyhatta el a Lateránt. Több kolostort is felmentett a világi egyház joghatósága alól, és sokat segített az éhező római szegényeken is. Uralkodásának legfontosabb momentuma az a pápai bulla volt, amelyik felszólítja Európa keresztényeit, hogy űzzék ki az iszlám hódítókat a Szentföldről. Ez a rendelet vezetett később a keresztes hadjáratokhoz. Szergiusz bullájának apropója az volt, hogy 1009-ben az arab seregek elérték Jeruzsálemet, és al-Hákim bi-Amr Alláh, Fátimida kalifa parancsára a pogányok lerombolták a Feltámadás Templomát.
Szergiusz három évnyi pontifikátus után 1012. május 12-én meghalt. Testét a 
Lateráni bazilikában helyezték örök nyugalomra.

## Művei
- Documenta Catholica Omnia (latin nyelven). (Hozzáférés: 2011. december 6.)

| Előző pápa: XVIII. János | Római pápa 1009 – 1012 | Következő pápa: VIII. Benedek |